# 角谷美智子
角谷美智子（英語：Michiko Kakutani，1955年1月9日—）出生于美国康涅狄格州纽黑文，1998年曾获得普利策奖，是《纽约时报》的书评家，为日裔美国人，著名的文学评论家。

## 生平
角谷美智子於1955年1月9日出生在美国康涅狄格州的纽黑文，父亲是耶鲁大学数学教授角谷静夫。
1976年，角谷美智子在耶鲁大学获得了英语文学学士学位，大学毕业后，她担任《华盛顿邮报》的记者。
1977年到1979年，角谷美智子为《时代》杂志工作。1979年，她加入了《纽约时报》当记者。
1983年以来，她是《纽约时报》最具有影响力的书评家。
1998年，她荣获“普利策评论奖”。